# Sphaenorhynchus
Sphaenorhynchus é um gênero de anfíbios da família Hylidae.
As seguintes espécies são reconhecidas:
- Sphaenorhynchus botocudo Caramaschi, Almeida & Gasparini, 2009
- Sphaenorhynchus bromelicola Bokermann, 1966
- Sphaenorhynchus cammaeus Roberto IJ, Araujo-Vieira K, Carvalho-e-Silva SPd & Avila RW, 2017
- Sphaenorhynchus canga Araujo-Vieira, Lacerda, Pezzuti, Leite, Assis & Cruz, 2015
- Sphaenorhynchus caramaschii Toledo, Garcia, Lingnau & Haddad, 2007
- Sphaenorhynchus carneus (Cope, 1868)
- Sphaenorhynchus dorisae (Goin, 1957)
- Sphaenorhynchus lacteus (Daudin, 1800)
- Sphaenorhynchus mirim Caramaschi, Almeida & Gasparini, 2009
- Sphaenorhynchus orophilus (Lutz & Lutz, 1938)
- Sphaenorhynchus palustris Bokermann, 1966
- Sphaenorhynchus pauloalvini Bokermann, 1973
- Sphaenorhynchus planicola (Lutz & Lutz, 1938)
- Sphaenorhynchus platycephalus (Werner, 1894)
- Sphaenorhynchus prasinus Bokermann, 1973
- Sphaenorhynchus surdus (Cochran, 1953)